# Banco da República do Haiti
O Banco da República do Haiti (em francês, Banque de la République d'Haïti ou BRH) é uma instituição financeira que atua como banco central no Haiti. Por meio de seu conselho de administração, tem o poder de definir, dirigir e supervisionar a política monetária no país, inclusive pela definição da taxa de juros. Também pode autorizar a emissão de moeda e controlar o crédito e o volume do dinheiro circulante, a partir das determinações legais.